# Rakfisk
Il rakfisk, anche conosciuto come rakefisk, rakafisk o surfisk, è un piatto norvegese a base di pesce.

## Preparazione
Per preparare il rakfisk una trota (più raramente un salmerino) viene sventrata, lavata e lasciata marinare in salamoia. Successivamente, il pesce viene fatto fermentare a bassa temperatura (circa 5° centigradi) per alcuni mesi in una botte. A volte viene aggiunto dello zucchero per accelerare il processo di fermentazione. Un metodo di preparazione tradizionale, non dissimile a quello che veniva un tempo usato per la preparazione del gravlax, consisteva nel lasciar macerare il rakfisk in una buca nel terreno, dentro la quale il pesce sviluppava il suo forte odore. Il rakfisk viene solitamente servito su pane tagliato a fette sottili e scarti di pane e può essere consumato con patate “a forma di mandorla” (una varietà scandinava del tubero), birra scura o Aquavit.